# アイドル川の戦い
アイドル川の戦い (アイドルがわのたたかい、英語: Battle of the River Idle) は、616年もしくは617年に現在のイングランドのアイドル川付近で、エゼルフリス率いるノーサンブリア王国と、レドヴァルド率いるイースト・アングリア王国が衝突した戦い。イースト・アングリア軍が決定的勝利をおさめ、エゼルフリスは戦死した。

## 背景
エゼルフリスは、593年ごろからバーニシアの王となっていた。経緯は不明ながら604年に隣国デイラを征服し、前デイラ王エラの子エドウィンと甥ヘレリックを追放した。
ヘレリックはエルメト王国のケレティクの宮廷で毒殺された。黒幕はエゼルフリスであるとされている。一方エドウィンは、イーストアングリア王レドヴァルドのもとにたどり着き、その庇護を受けた。エゼルフリスはエドウィンを殺害するようレドヴァルドに依頼したが、レドヴァルドは応じず、逆にエゼルフリスと戦うべく兵を挙げた。

## 戦闘
レドヴァルドは息子レゲンヘレとともに、軍勢を集めて北上した。両軍はリンジー王国の西端にあたるアイドル川の東岸で対峙した。戦闘は苛烈なものとなり、「アイドル川はイングランド人の血溜り」と後世まで伝えられるほどであった。この戦いで、エゼルフリスと、レドヴァルドの子レゲンヘレが戦死した。空位となったノーサンブリア王位にはエドウィンが就き、入れ替わりにエゼルフリスの子らが国を追われた。
ヘンリー・オブ・ハンティングドンは、また異なる記録を残している。彼によると、レドヴァルドは自軍を3つに分け、それぞれ自分、レゲンヘレ、エドウィンが率いることとした。エゼルフリスは、経験で勝る兵を率いて、ゆるい隊形でイースト・アングリア軍へ攻勢を仕掛けた。エゼルフリスの兵は、おそらくエドウィンと見間違えたのか、レゲンヘレのもとへ突貫し討ち取った。しかし息子を失ったレドヴァルドの猛反撃を受けて、ノーサンブリア軍は撃ち破られ、大虐殺の中でエゼルフリスは戦死したという。

## その後
アイドル川の戦いの意義について、ベーダ・ヴェネラビリスは単にエドウィンをめぐる争いであったと述べているが、実際にはノーサンブリアとイースト・アングリアの、覇権と領土をめぐる闘争の一つであった可能性もある。D・P・カービーは、この戦いは単なる亡命貴種の扱いをめぐる二人の王の戦闘ではなく、当時における「アングル人の軍事的・政治的指導者を決定するための、長きにわたる闘争の一場面」であったと主張している。エゼルフリスの死後、エドウィンがデイラとバーニシア両国を統べる王となり、代わりにエゼルフリスの子であるエアンフリス、オズワルド 、オズウィは北方へ亡命した。